# نظام السكك الحديدية بين حلقةلي وباغجة شهر
نظام السكك الحديدية بين حلقةلي وباغجة شهر (بالتركية: Halkalı-Bahçeşehir Raylı Sistemi)‏ هو خط قطار للضواحي يعمل بين محطتي حلقةلي ووباغجة شهر في إسطنبول.
في أعقاب المطالبات بتمديد محطة مرمراي إلى الغرب، من «حلقةلي» إلى «إسبرطة قلعة» وجتالجة في عام 2019، أعلنت بلدية بشاق شهر أنها ستفتح خط قطار مؤقت لربط سكان المنطقة بحلقةلي. بسبب الخط الحديدي الوحيد بين حلقةلي وباغجة شهر وعدم وجود نظام إشارات، لا يمكن للنظام العمل إلا من خلال التحويل إلى خط مرمراي مرتين يوميًا في كل اتجاه.
في حين شُيِّدت محطة باغجة شهر من قبل بلدية بشاق شهر، فإن بناء محطات إسبرطة قلعة، والتُنشَهِر، وقونوت برلِك يُنفَّذ من قبل سكك حديد الجمهورية التركية.
في 18 سبتمبر 2021، مع اكتمال بناء المحطة النهائية في باغجة شهر، أعلن رئيس بلدية بشاق شهر ياسين قارت أوغلي عن اكتمال التشغيل التجريبي الأول للخط بنجاح.
كان الخط يعمل في الأصل فقط بين محطتي حلقةلي وباغجة شهر، ثم محطة إسبرطة قلعة، مع افتتاحه في 29 يناير 2024. وصلت محطة قونوت برلِك إلى المراحل النهائية من بنائها، في حين لا تزال محطة التُنشَهِر في مرحلتها الأولية. ومن المتوقع أن تُستكمل التركيبات اللازمة لهذه المحطات لتصبح جاهزة للتشغيل مُستقبلًا.

## المحطات
| ترتيب             | المحطة      | المنطقة    | نقل(ات) | النوع     | ملحوظات                                                     |
| ----------------- | ----------- | ---------- | --- | --------- | ----------------------------------------------------------- |
| 1                 | حلقةلي      | كوجك جكمجة | (حلقةلي)・ (حلقةلي) حافلات İETT : 79Y، 89A، 89BS، 98S، 143، BN1، H-3، MK16، MR40، MR42، MR50، MR51، MR52، MR54 | فوق الأرض | TCDD مساكن · مديرية جمارك حلقةلي · منصات حلقةلي مرمراي IETT |
| ↓↓ تحت الإنشاء↓↓  |             |            | |           |                                                             |
| 2                 | قونوت برلِك  | كوجك جكمجة | حافلات İETT : 36AS، 76V، 79G، 79Ş، 79Y، 89A، 89K، 98S، 141M، HT1، HT20، KÇ2، MK16، MK31، MR51                  | فوق الأرض |                                                             |
| 3                 | التُنشَهِر     | كوجك جكمجة | حافلات İETT : 79G، 79Ş، HT20                                                                                   | فوق الأرض |                                                             |
| ↑↑ تحت الإنشاء ↑↑ |             |            | |           |                                                             |
| 4                 | إسبرطة قلعة | بشاق شهر   | (إسبرطة قلعة) حافلات İETT : 76A، 76V، 142B، 142E، 142T، 144M، 146T، 147، E-57، E-58، E-59، HS2، MK14، MK15     | فوق الأرض | بركة باغجة شهر                                              |
| 5                 | باغجة شهر   | بشاق شهر   | حافلة İETT : 142، 142A، 144K، 146، 146T، E-59، MK15                                                            | فوق الأرض | منطقة معرض بازار تُرك                                        |

## مسافات المحطات
أُخذت هذه القياسات بناءً على القسم الأوسط من أرصفة المحطات.
| طلب | محطة        | المسافات بين المحطات | المسافة من المحطة الأولية | المسافة من سركجي |
| --- | ----------- | -------------------- | ------------------------- | ---------------- |
| 1   | حلقةلي      | 0+00 كم              | محطة الرحيل               | 27+63 كم         |
| 2   | قونوت برلِك  | 2+14 كم              | 2+14 كم                   | 29+77 كم         |
| 3   | التُنشَهِر     | 2+66 كم              | 4+80 كم                   | 32+43 كم         |
| 4   | إسبرطة قلعة | 5+59 كم              | 10+39 كم                  | 38+02 كم         |
| 5   | باغجة شهر   | 2+96 كم              | 13+35 كم                  | 40+98 كم         |